# Dětřichov nad Bystřicí
Dětřichov nad Bystřicí (bis 1930 Dětřichov, deutsch Dittersdorf an der Feistritz) ist eine Gemeinde in Tschechien. Sie liegt 14 Kilometer nordöstlich von Šternberk und gehört zum Okres Bruntál.

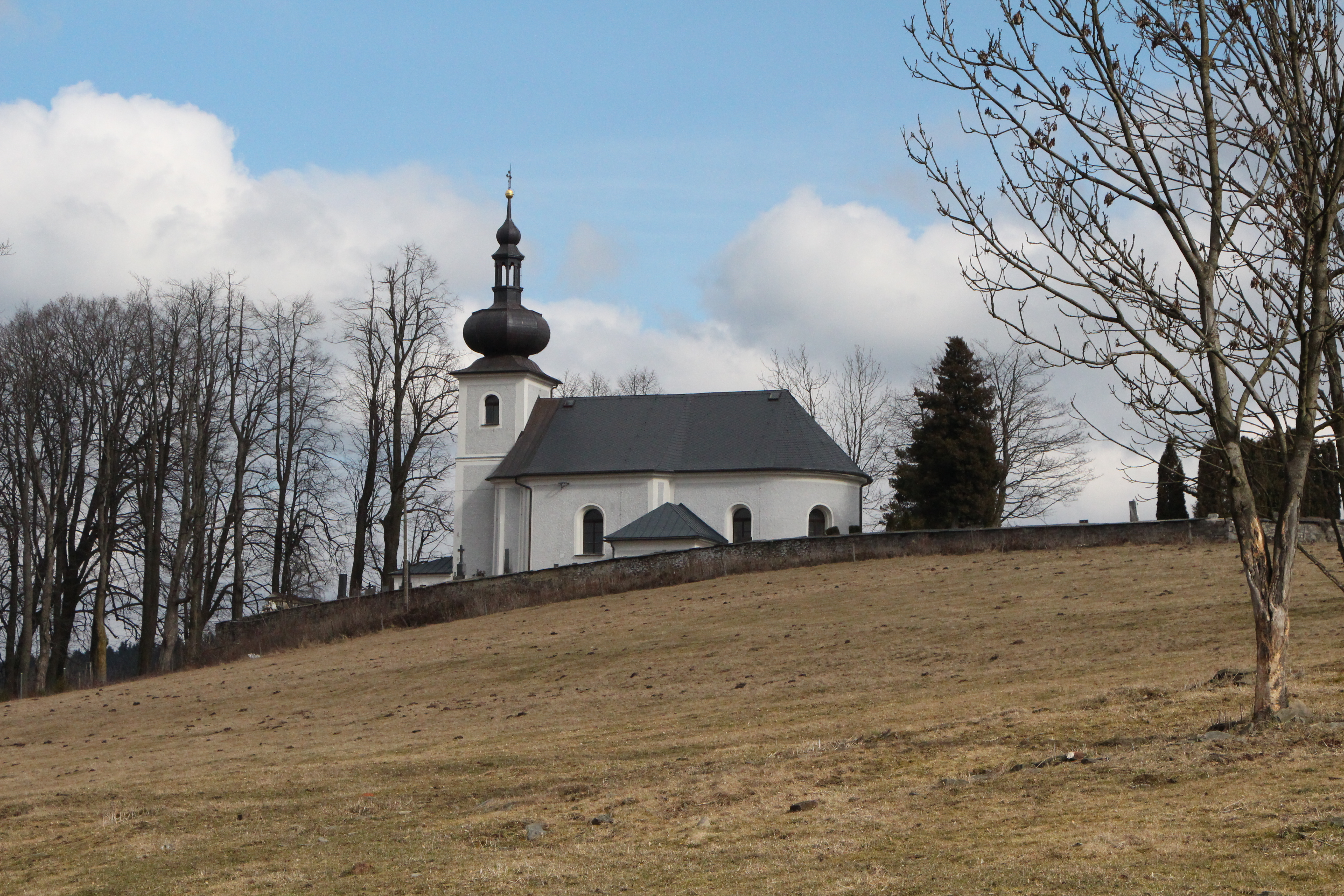
Kirche St. Georg

## Geographie
Dětřichov befindet sich am südwestlichen Fuße des Berges Slunečná (Sonnenkoppe) im Niederen Gesenke und wird von der Bystřice durchflossen. Südöstlich erhebt sich der Dětřichovský kopec (691 m).
Nachbarorte sind Lomnice im Norden, Nové Valteřice im Nordosten, Čabová, Moravský Beroun und Ondrášov im Südosten, Krahulčí im Süden, Dalov im Südwesten, Huzová und Arnoltice im Westen sowie Ryžoviště im Nordwesten.

## Geschichte
Die erste urkundliche Erwähnung von Ditrichowa Lhota erfolgte in den Jahren 1317/18 als ein Lehndorf des Olmützer Bischofs seit den Zeiten Bruno von Schauenburgs. Dittersdorf war eine Ansiedlung von Köhlern und Holzfällern. Vor 1410 wurde der Ort an die Herrschaft Sternberg angeschlossen.
1770 entstand eine landwirtschaftliche Gesellschaft, die im Ort den Anbau neuer Feldfrüchte wie Klee, Kartoffeln sowie Futter- und Zuckerrüben durchsetzte.
Nach der Ablösung der Patrimonialherrschaften entstand die Gemeinde Dittersdorf, die seit 1850 zum Bezirk Šternberk gehörte. 1930 wurde der Gemeindename Dětřichov / Dittersdorf zur Unterscheidung von anderen Orten in Dětřichov nad Bystřicí / Dittersdorf an der Feistritz geändert.
Nach dem Münchner Abkommen wurde Dittersdorf dem Deutschen Reich zugeschlagen und gehörte bis 1945 zum Landkreis Bärn.
Bis 1948 bestanden im Dorf auch eine Bäckerei, Schlosserei, Friseur und eine Schmiede. Heute besteht nur noch eine Sägemühle, bei der ein Teil Einwohner seinen Lebensunterhalt verdient.
1950 kam der Ort zum neuen Okres Rýmařov. Im Jahre 1960 wurde der Okres Rýmařov wieder aufgelöst. Dětřichov nad Bystřicí wurde Teil des Okres Bruntál; gleichzeitig erfolgte die Eingemeindung von Krahulčí.

## Gemeindegliederung
Die Gemeinde Dětřichov nad Bystřicí besteht aus den Ortsteilen Dětřichov nad Bystřicí (Dittersdorf an der Feistritz) und Krahulčí (Sperbersdorf).

## Waldbahn
Die etwa 17 km lange Waldbahn Beroun–Dětřichov–Valteřice verlief von etwa 1916 bis 1968 vom Lagerplatz beim Fürstlich Liechtensteinischen Sägewerk an der Umladestelle zur Normalspurbahn über das Depot bei Dětřichov in den Wald nordwestlich von Nové Valteřice (Neu-Waltersdorf).

## Sehenswürdigkeiten
- Kirche St. Georg, erbaut 1766/67 anstelle eines hölzernen Vorgängerbaus. Das Altarbild stammt von Johann Amler aus Sternberg, die sechsstimmige barocke Orgel ist ein Werk aus der Werkstatt Steinunger in Engelsberg.
- Kapelle in Krahulčí